# Les Monts-Ronds
Pour les articles homonymes, voir Mont Rond et Montrond.
Les Monts-Ronds est commune française située dans le département du Doubs, la région culturelle et historique de Franche-Comté et la région administrative Bourgogne-Franche-Comté. Elle est créée le 1er janvier 2022 sous le statut de commune nouvelle.

## Géographie
La commune nouvelle regroupe les communes de Mérey-sous-Montrond et de Villers-sous-Montrond qui disparaissent en tant que commune, le 1er janvier 2022. Son chef-lieu se situe à Mérey-sous-Montrond.

### Climat
Pour des articles plus généraux, voir Climat de la Bourgogne-Franche-Comté et Climat du Doubs.
En 2010, le climat de la commune est de type climat de montagne, selon une étude du Centre national de la recherche scientifique s'appuyant sur une série de données couvrant la période 1971-2000. En 2020, Météo-France publie une typologie des climats de la France métropolitaine dans laquelle la commune est exposée à un climat semi-continental et est dans la région climatique Jura, caractérisée par une forte pluviométrie en toutes saisons (1 000 à 1 500 mm/an), des hivers rigoureux et un ensoleillement médiocre.
Pour la période 1971-2000, la température annuelle moyenne est de 9,6 °C, avec une amplitude thermique annuelle de 17 °C. Le cumul annuel moyen de précipitations est de 1 308 mm, avec 13,8 jours de précipitations en janvier et 10 jours en juillet. Pour la période 1991-2020, la température moyenne annuelle observée sur la station météorologique de Météo-France la plus proche, « Besançon », sur la commune de Besançon à 11 km à vol d'oiseau, est de 11,4 °C et le cumul annuel moyen de précipitations est de 1 157,0 mm. 
La température maximale relevée sur cette station est de 40,3 °C, atteinte le 28 juillet 1921 ; la température minimale est de −20,7 °C, atteinte le 9 janvier 1985,,.
Les paramètres climatiques de la commune ont été estimés pour le milieu du siècle (2041-2070) selon différents scénarios d'émission de gaz à effet de serre à partir des nouvelles projections climatiques de référence DRIAS-2020. Ils sont consultables sur un site dédié publié par Météo-France en novembre 2022.

## Urbanisme

### Typologie
Au 1er janvier 2024, Les Monts-Ronds est catégorisée commune rurale à habitat dispersé, selon la nouvelle grille communale de densité à 7 niveaux définie par l'Insee en 2022.
Elle est située hors unité urbaine. Par ailleurs la commune fait partie de l'aire d'attraction de Besançon, dont elle est une commune de la couronne,. Cette aire, qui regroupe 310 communes, est catégorisée dans les aires de 200 000 à moins de 700 000 habitants,.

## Politique et administration
| Nom                         | Code Insee | Intercommunalité | Superficie (km2) | Population (dernière pop. légale) | Densité (hab./km2) |
| --------------------------- | ---------- | ---------------- | ---------------- | --------------------------------- | ------------------ |
| Mérey-sous-Montrond (siège) | 25375      | CC Loue-Lison    | 10,79            | 436 (2018)                        | 40                 |
| Villers-sous-Montrond       | 25628      | CC Loue-Lison    | 6,33             | 210 (2018)                        | 33                 |

### Liste des maires

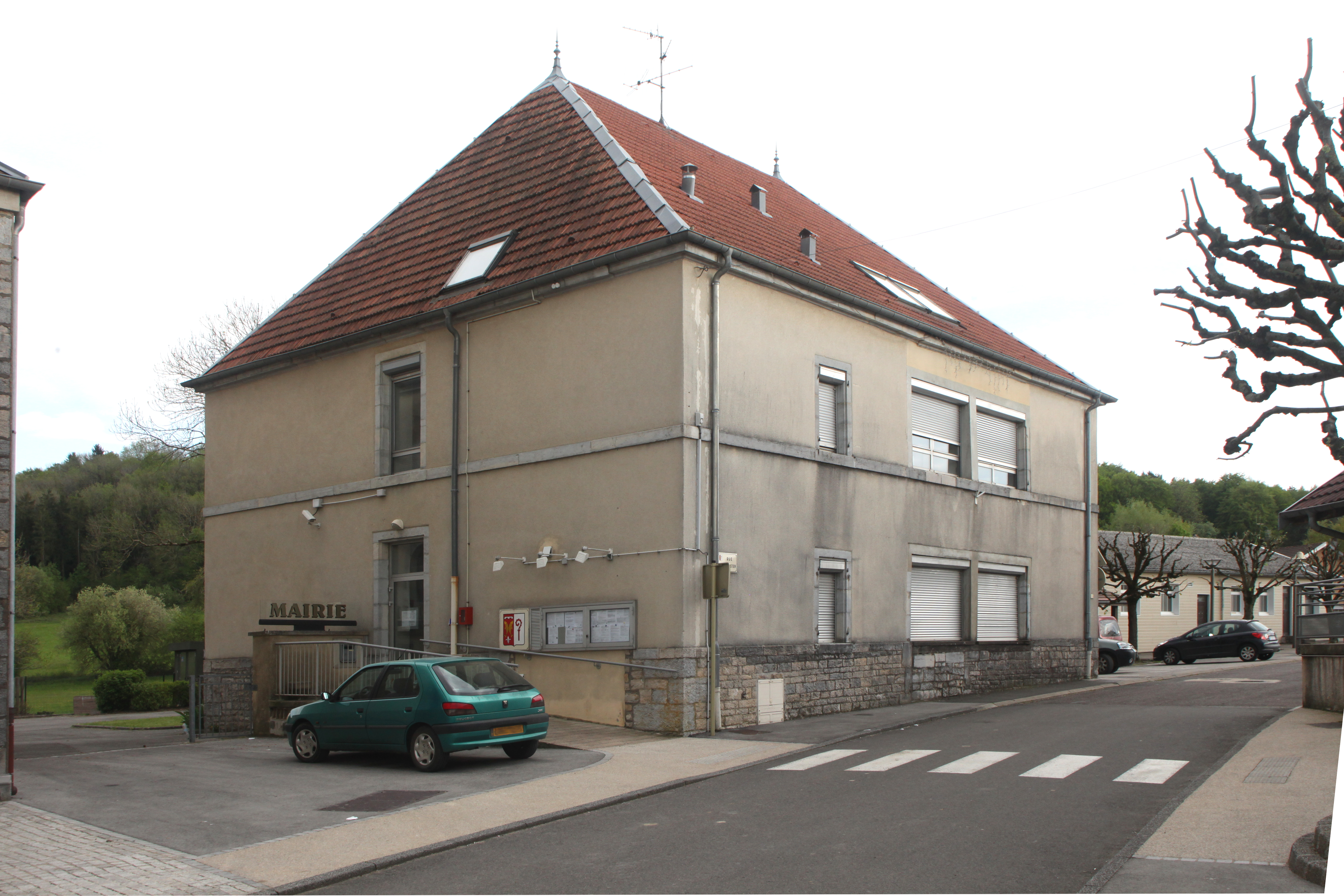
La mairie.

| Période | Période  | Identité | Étiquette | Qualité |
| ------- | -------- | -------- | --------- | ------- |
|         | En cours |          |           |         |

## Population et société

### Démographie
L'évolution du nombre d'habitants est connue à travers les recensements de la population effectués dans la commune depuis sa création.

En 2022, la commune comptait 669 habitants.
| 2018 | 2019 | 2020 | 2021 | 2022 |
| ---- | ---- | ---- | ---- | ---- |
| 646  | 652  | 661  | 668  | 669  |

## Culture locale et patrimoine
Le village possède plusieurs bâtiments inscrits à l'Inventaire général du patrimoine culturel :
- Église Saint-Sébastien de Mérey-sous-Montrond de 1841, inscrite aux monuments historiques depuis 1979.
- L'église Saint-Didier de Villers[14] dont la présence dans ce village est attestée depuis 1239. C'est probablement de cette époque que date le soubassement du clocher et le portail. Le reste de l'édifice est plus récent. Le chœur, barlong, est flamboyant et doit dater du XVIe siècle tandis que la nef a été rebâtie en 1703 et le chœur en 1789 (à cette époque, l'église, comme beaucoup d'autres en France, a subi des dégâts par les révolutionnaires). On a effectué plusieurs réparations sur l'édifice. En 1856-1857, on en refit la toiture, on construisit une sacristie en 1870, et on fit des travaux en 1922-1923. Elle est équipée de deux cloches
  - Une grosse : son poids est estimé à environ 650 kg et elle mesure 106,2 cm de diamètre. Cette cloche est décorée par un beau crucifix de 27 cm. Hélas, malgré la bonne qualité du bronze, cette cloche sonne faux parce qu'il lui manque un bout de bronze de 27 × 7 × 16 cm.
  - Une petite : elle pèse environ 450 kg et mesure 90,4 cm de diamètre. Cette cloche aussi est usée (surtout à l'angle de frappe du battant), mais il ne lui manque pas de bronze.
- Le château de Villers[15] du XVIIe siècle.
- La mairie de Villers[16] du XIXe siècle.
- Le relais de poste[17], actuellement établissement médical, au lieu-dit Grange Céry.
- Une croix monumentale[18] au lieu-dit Les Longeots.
- Trois fontaines du XIXe siècle à Villers.
- Plusieurs fermes des XVIIIe et XIXe siècles.
- Sentier karstique du Grand Bois[19].

Il fait l'objet chaque année au mois de juillet d'un chantier de jeunes participant à son entretien.

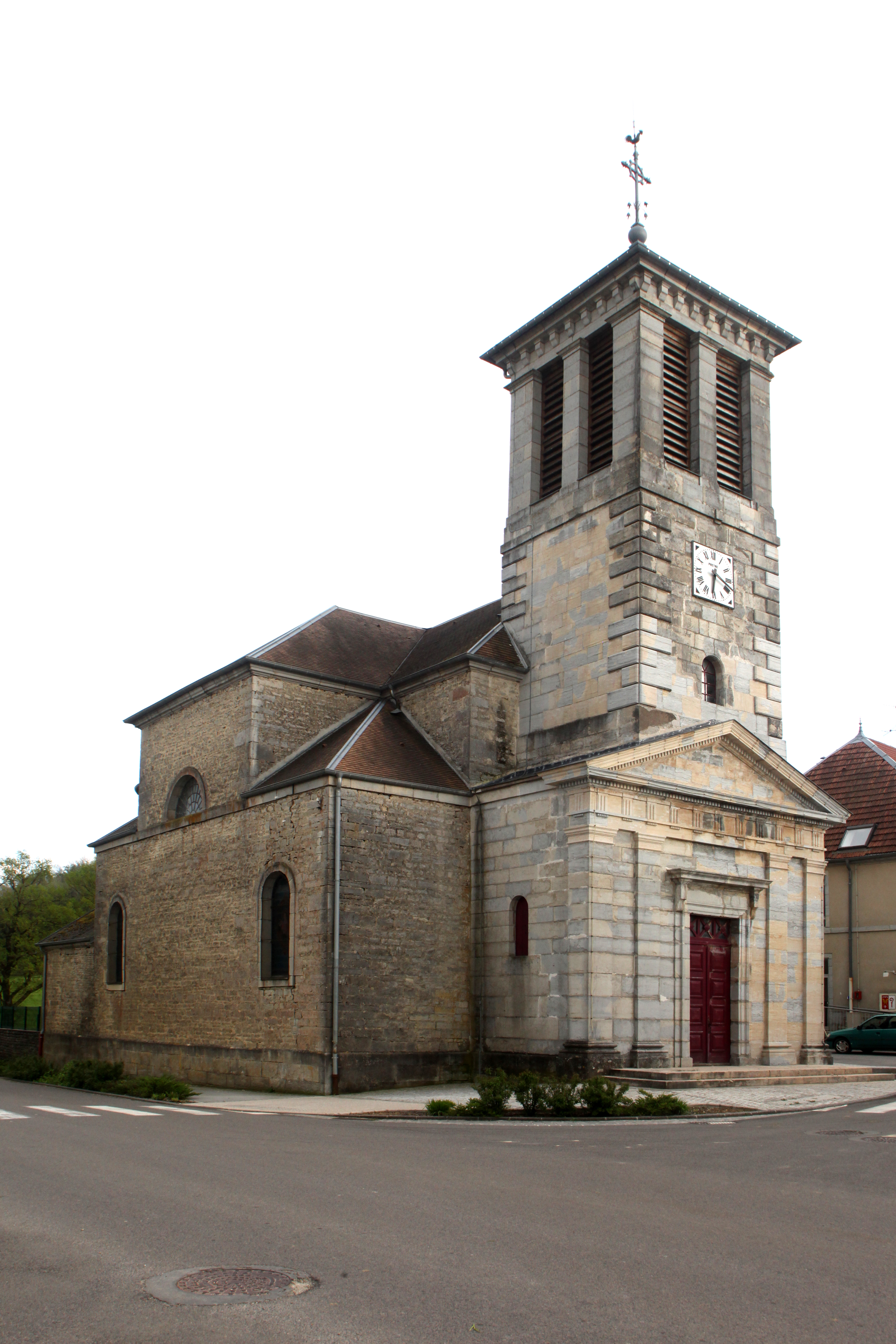
Église de Mérey.
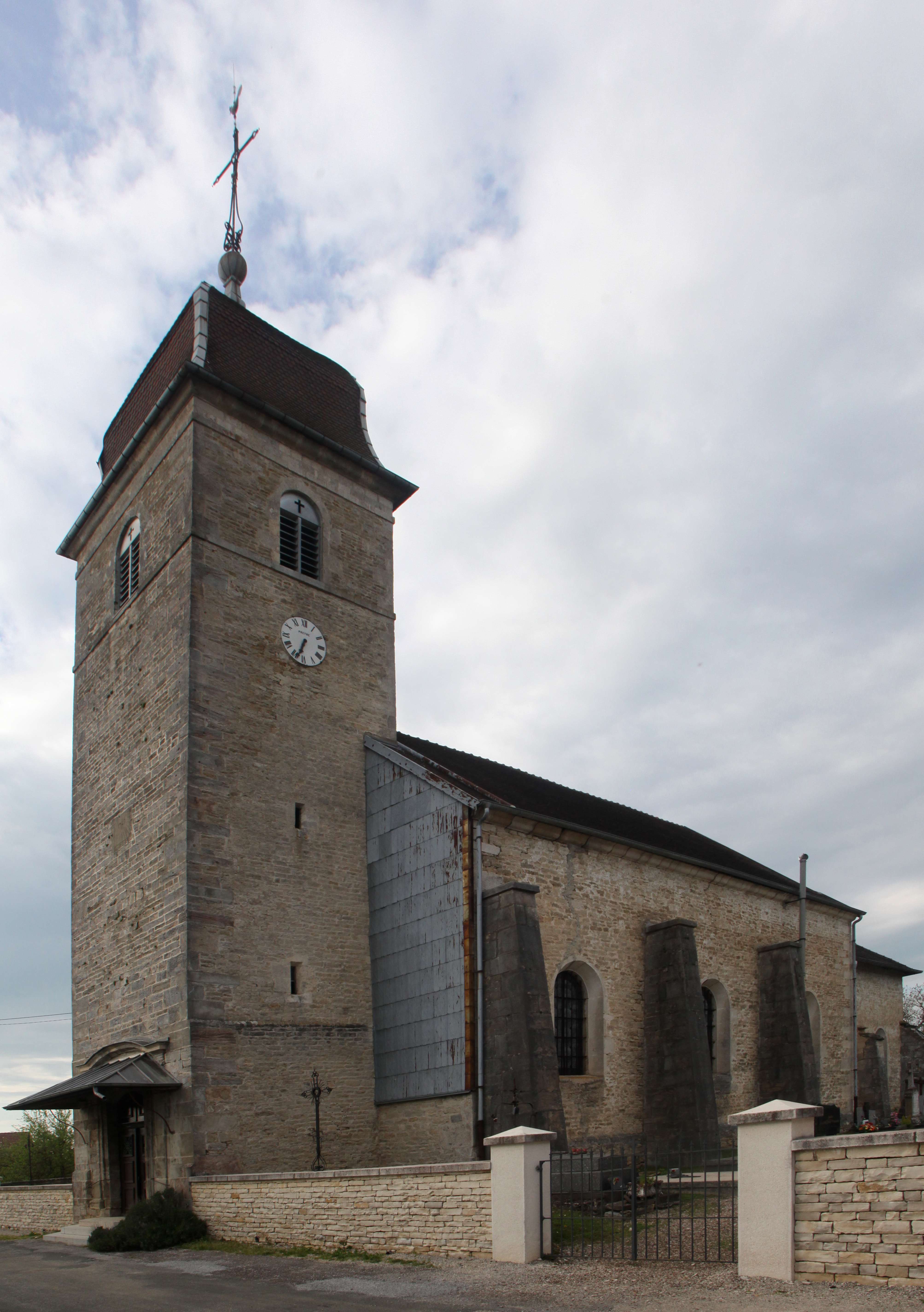
Église de Villers.
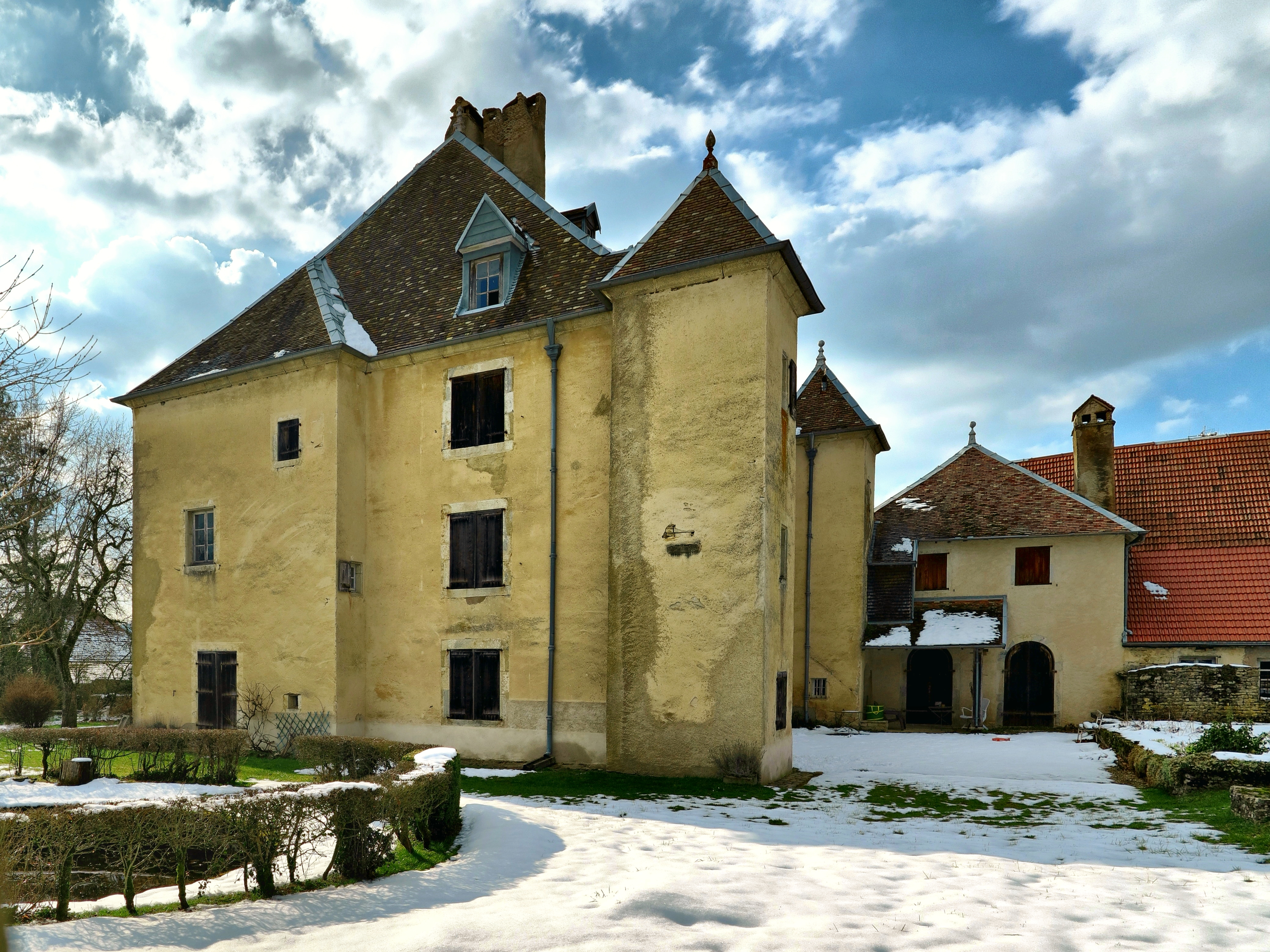
Le château de Villers.
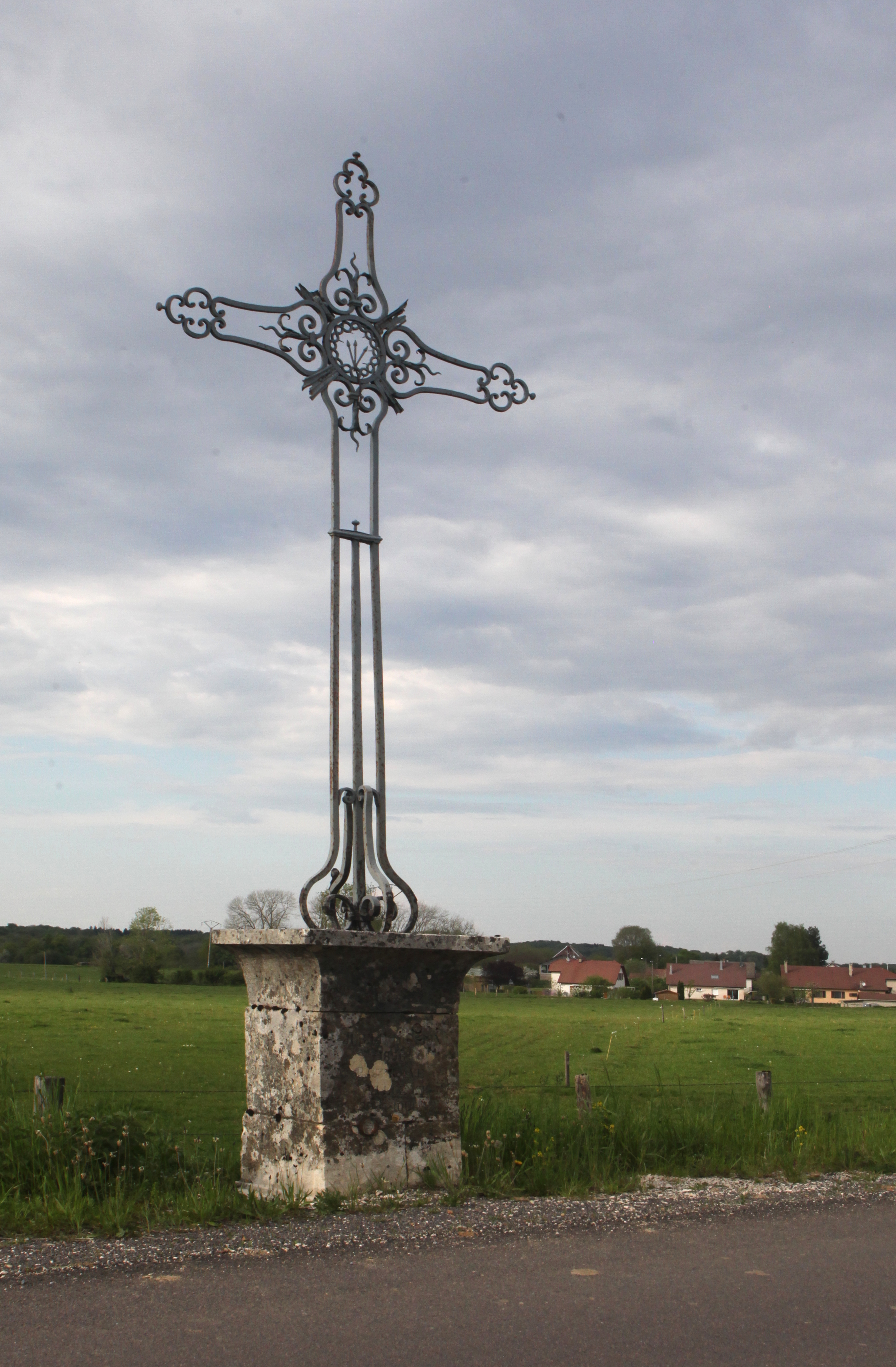
Croix.
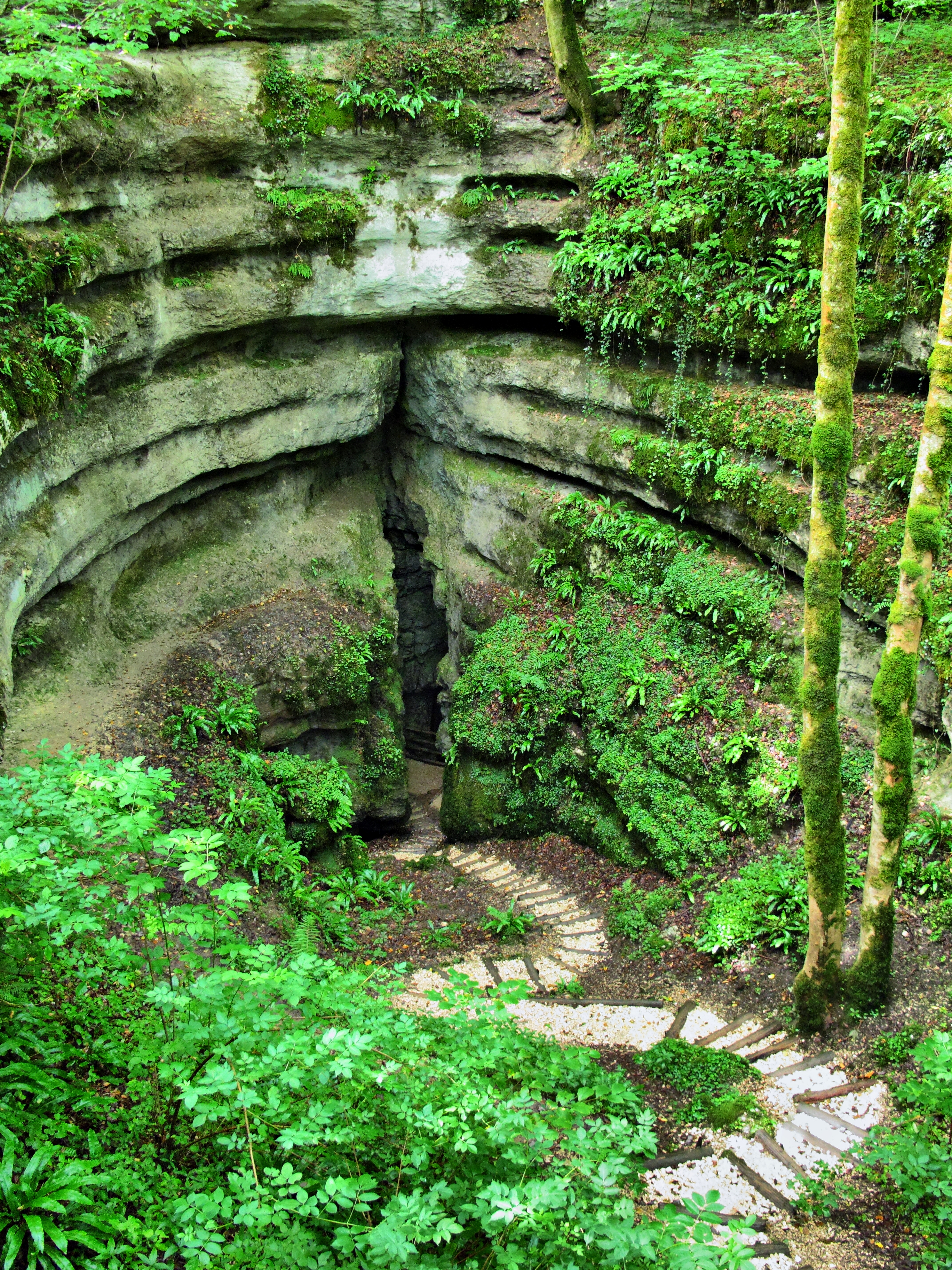
La grande doline du sentier karstique.